# Спальный вагон

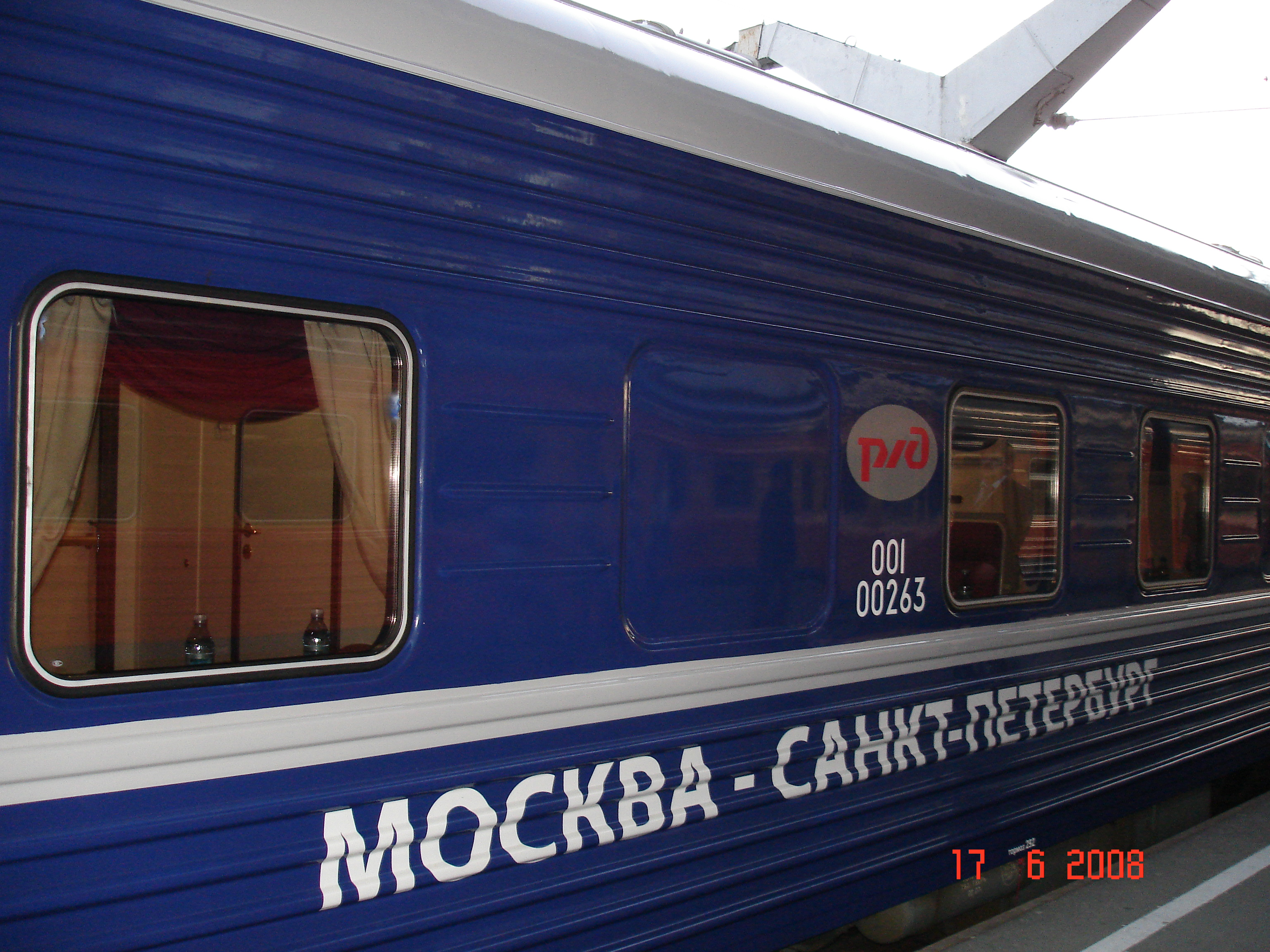
Спальный вагон класса люкс с одноместным купе, занимающим 2 стандартных

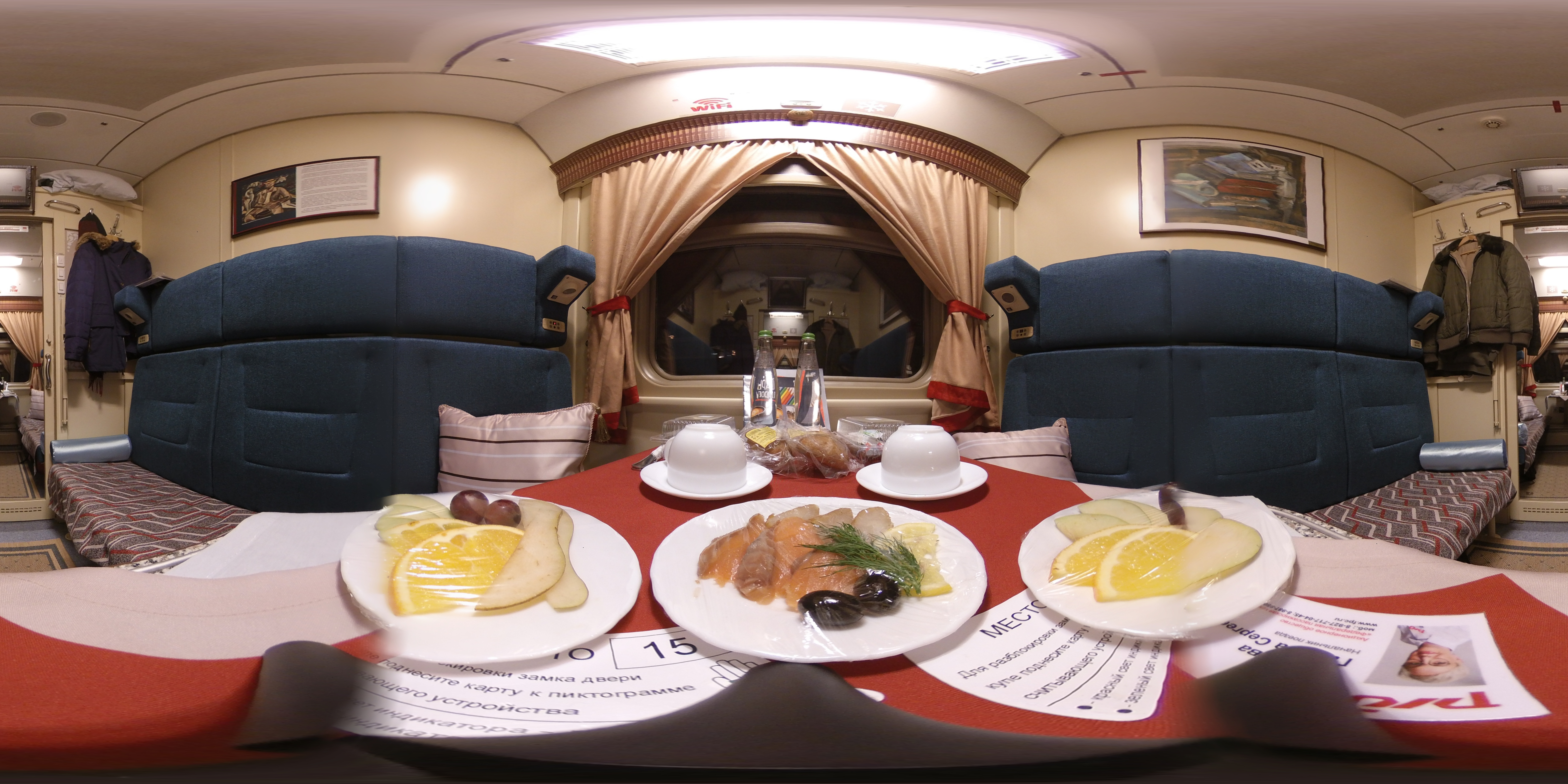
Интерьер купе спального вагона фирменного поезда «Жигули» (Москва-Самара) (панорама)

Спальный вагон повышенной комфортности, СВ (вагон первого класса) — железнодорожный вагон, предназначенный для размещения пассажиров при их перевозке с обеспечением необходимых удобств в составе пассажирских поездов.
От купейных вагонов спальный вагон отличается более высоким комфортом для пассажиров (интерьер) и компоновкой купе: они 1-, 2- или 3-местные (верхние места отсутствуют). Цена билета за проезд в таком вагоне значительно выше, чем в купейном: на территории Украины — примерно в 2,5 раза, а в России — примерно в 2.
Выпуск первых комфортабельных спальных вагонов впервые начат компанией «Пульман» Джорджа Мортимера Пульмана в 1864 году.